# Sphaeranthus foliosus
Sphaeranthus foliosus là một loài thực vật có hoa trong họ Cúc. Loài này được Ross-Craig miêu tả khoa học đầu tiên năm 1954.